# Domaine de Matsue

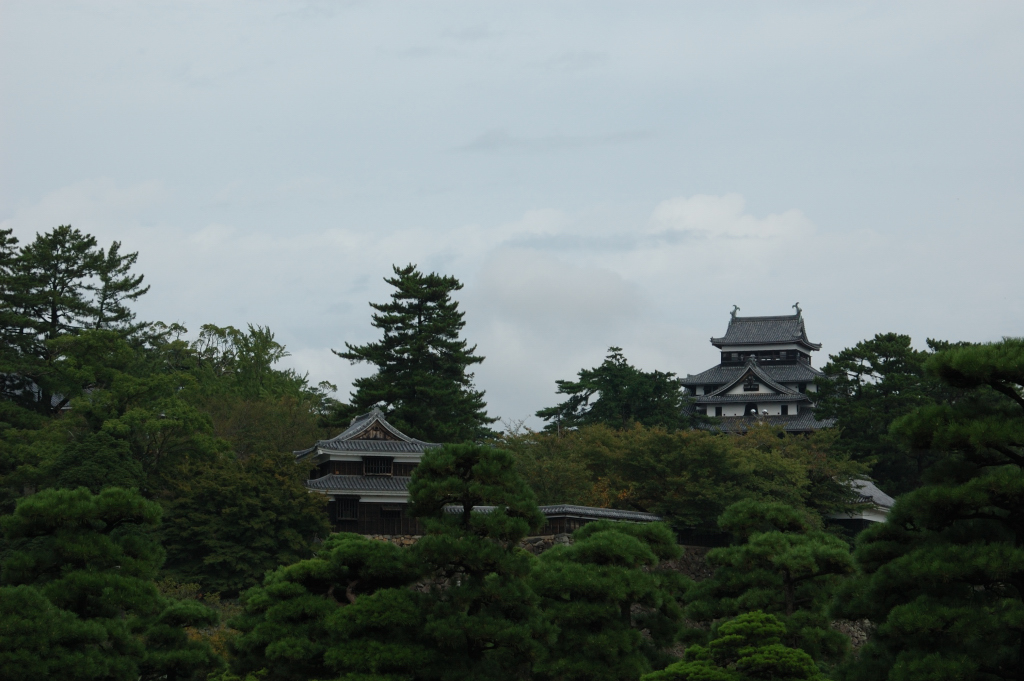
Château de Matsue.

Le domaine de Matsue (松江藩, Matsue-han) est un domaine féodal japonais de l'époque d'Edo dont le centre du pouvoir se trouve à Matsue, jōkamachi (ville-château) en 1611.

## Liste des daimyōs (seigneurs) de Matsue
Clan Horio (堀尾家) : 1600-1633
- Horio Yoshiharu (堀尾 吉晴?), 1543-26 juillet 1611
- Horio Tadauji (堀尾 忠氏?), 1578-8 août 1604
- Horio Tadaharu (堀尾 忠晴?), 1596-26 octobre 1633

Pour récompenser leurs faits d’armes lors de la bataille de Sekigahara en 1600, Yoshiharu Horio et son fils reçoivent les provinces d’Izumo et d’Oki des mains du shogun Ieyasu Tokugawa. Ayant d’abord occupé le château de Toda, ils décident cependant de le quitter pour construire le château de Matsue.
Clan Kyōgoku (京極家) : 1634-1637
- Tadataka Kyōgoku (京極忠高)

Faute d’héritier dans la famille Horio, le contrôle du fief revient à Tadataka Kyōgoku. Si son règne est court, il lance de grands travaux visant à mettre un terme aux inondations provoquées par la rivière Hiikawa. Lui non plus n’a pas d’héritier et le château passe sous le contrôle de la famille Matsudaira.
Clan Matsudaira (松平家) : 1638-1871
- Matsudaira Naomasa (松平直政)
- Matsudaira Tsunataka (松平綱隆)
- Matsudaira Tsunachika (松平綱近)
- Matsudaira Yoshitō (松平吉透)
- Matsudaira Nobuzumi (松平宣維)
- Matsudaira Munenobu (松平宗衍)
- Matsudaira Harusato (松平治郷・不昧公), fudai daimyō
- Matsudaira Naritsune (松平斉恒)
- Matsudaira Naritake (松平斉貴)
- Matsudaira Sadayasu (松平定安)

Faute d'héritier, le contrôle du fief est attribué à la famille Matsudaira, qui règne pendant dix générations jusqu'à la restauration de Meiji et la disparition des fiefs.

## Source de la traduction
- (en) Cet article est partiellement ou en totalité issu de l’article de Wikipédia en anglais intitulé « Matsue Domain » (voir la liste des auteurs).